# ニュース&ウェザー (RAB)
ニュース&ウェザー（にゅーすあんどうぇざー）は、青森放送ラジオで土曜日朝に放送していたニュース番組である。

## 概要
- 当番組は、2006年10月から開始され、2010年3月で終了した（途中『東奥日報ニュース』に改題していたが、2009年4月4日からこのタイトルでの放送を再開。）。
- 2009年3月28日までは、「話題のアンテナ 日本全国8時です」終了後の8時18分から8時25分まで東奥日報ニュース[1]を放送していたが、2009年4月から｢日本全国8時です｣のローカルパート（交通情報）廃止に伴う枠を埋める為に開始された。
- なお、2009年3月31日まで放送されていた「ニュース&ウェザー750」（月曜日 - 金曜日7:50 - 8:00）とは直接の関係はないが、2009年4月から｢…750｣の放送時間には｢東奥日報ニュース｣が放送される為、事実上平日と土曜の番組入れ替えの形となる。
- また、後続の時間（8:20 - ）の番組｢チャージアップ｣も同日から開始され、同時期に終了した。

## タイムテーブル
- 8:15.00 - 8:18.00頃 - オープニングタイトルコールとニュース
- 8:18.00頃 - 8:19.00 - 天気予報とエンディングタイトルコール

## キャスター
- 鮫島大史